# 巴尔韦德德拉贝拉
巴尔韦德德拉贝拉（西班牙語：Valverde de la Vera）是西班牙埃斯特雷马杜拉卡塞雷斯省的一个市镇。总面积47平方公里，总人口543人（2001年），人口密度12人/平方公里。